# Barrio de la Mercè

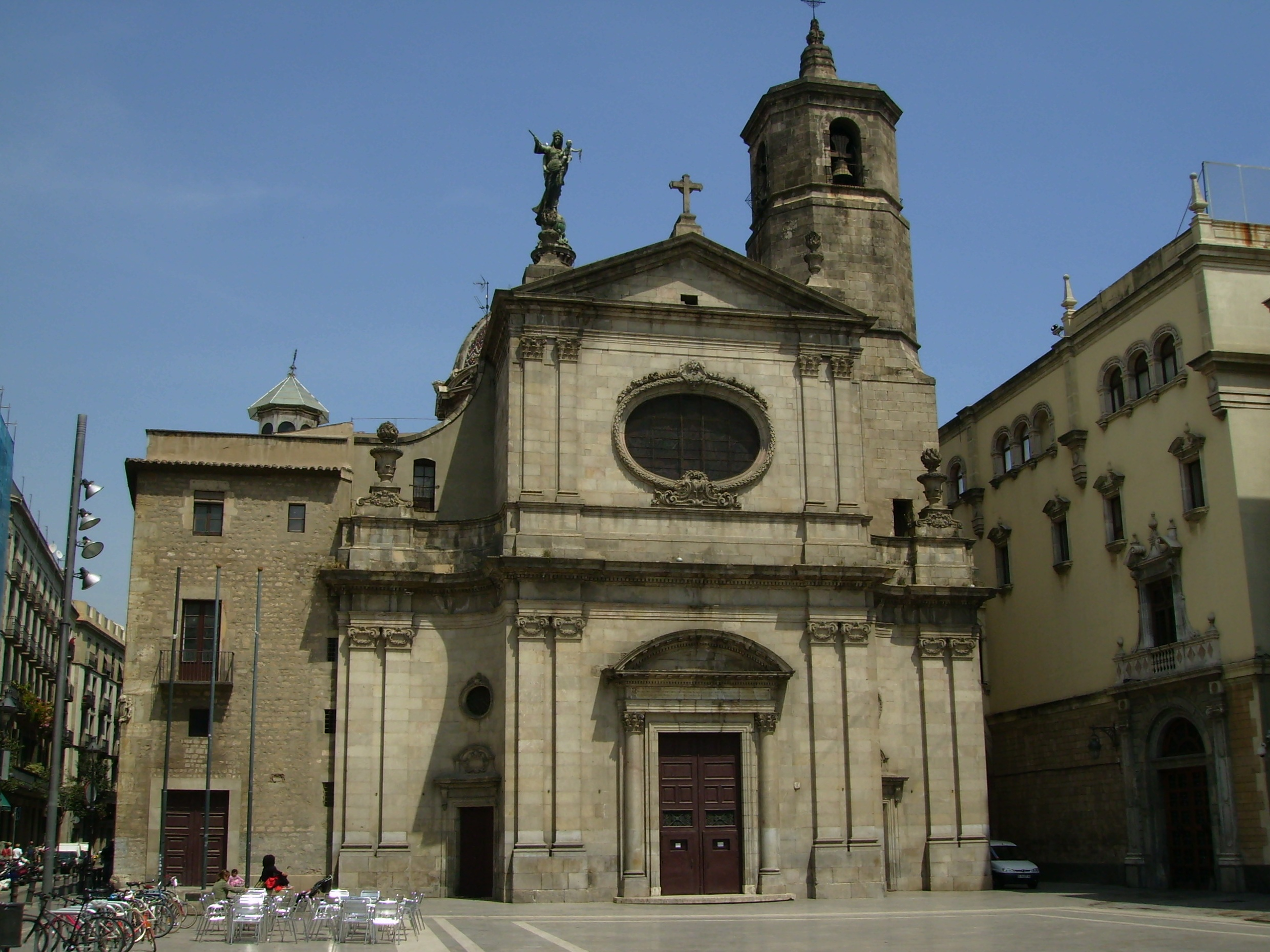
Basílica de la Mercè, Barcelona

El barrio de la Mercè fue un barrio de Barcelona, parte del actual Barrio Gótico.

## Historia
Desde sus orígenes fue una de las principales zonas de residencia de la aristocracia de la ciudad. El nombre le viene de la parroquia de la Mercè, antigua iglesia del convento del mismo nombre. El convento (actual Capitanía General) data del 1650 aproximadamente y la iglesia del 1765. En ella cabe destacar la imagen tallada de la Virgen de la Merced, del siglo XIV, patrona del Arzobispado de Barcelona. 
La calle Ancha (carrer Ample) es el eje en torno al cual se vertebra el barrio y, además, la vía en la que se construyeron la mayor parte de los caserones y palacios del mismo. Entre ellos destacaron el Palacio del Arzobispo de Tarragona (en el que se alojó Carlos I) y el de los Condes de Santa Coloma. Actualmente podemos contemplar como ejemplo el palacio del Duque de Sessa, un magnífico ejemplo de palacio rococó barcelonés.